# Wesz mysia
Wesz mysia (Polyplax serrata) – gatunek wszy z rodziny Polyplacidae. Powoduje wszawicę. Pasożytuje na drobnych gryzoniach z rodzajów Apodemus i Mus takich jak: mysz domowa (Mus musculatus), myszarka polna (Apodemus agrarius), myszarka srebrna (Apodemus argenteus), myszarka leśna (Apodemus flavicollis), myszarka skalna (Apodemus mystacinus), myszarka koreańska (Apodemus peninsulae), myszarka japońska (Apodemus speciosus) i myszarka zaroślowa (Apodemus sylvaticus).
Wszy te mają ciało silnie spłaszczone grzbietowo-brzusznie. Samica składa jaja zwane gnidami, które są mocowane specjalnym „cementem” u nasady włosa. Rozwój osobniczy trwa po wykluciu się z jaja około 14 dni. Wszy te mogą przenosić wśród myszy tularemię. Występuje na terenie Europy i Azji - dotyczy gatunków z rodzaju Apodemus. Jest gatunkiem kosmopolitycznym dla myszy domowej.